# Swiss Tennis

Aktuelles Logo von Swiss Tennis

Swiss Tennis ist der Schweizer Fachverband für den Tennissport. Mit rund 165'000 Aktivmitgliedern, die den über 900 Tennisclubs und -centern angeschlossen sind, ist Swiss Tennis der drittgrösste Schweizer Sportverband.
Der Schweizer Fachverband fördert den Tennissport mit einem umfassenden Ausbildungskonzept, der Organisation von nationalen Wettkämpfen und Meisterschaften sowie der kommunikations- und dienstleistungsorientierten Zusammenarbeit mit Clubs, Tenniscentern und Tennisschulen in der ganzen Schweiz. Das Nationale Leistungszentrum und die Geschäftsstelle von Swiss Tennis befinden sich in Biel.
Die Nähe zwischen Swiss Tennis und seinen Mitgliedern wird durch sogenannte Regionalverbände (RV) sichergestellt. Aktuell sind es 19 Regionalverbände. Sie bilden die Dachorganisation über alle Tennisaktivitäten in der Region, führen kantonale und regionale Meisterschaften durch, bilden das Bindeglied zwischen der Basis und Swiss Tennis und vertreten die Interessen der ihnen angeschlossenen Clubs und Centern gegenüber Swiss Tennis. Sie unterstützen ausserdem die Bestrebungen von Swiss Tennis innerhalb ihres Gebietes, insbesondere in den zwei Schwerpunkten «Förderung des Tennissports generell» und «Regionale Nachwuchsförderung».
Der Verband ist am 28. Juni 1896 in Bern von acht Clubs als Schweizerische Lawn-Tennis Association gegründet worden. Ziel war es, die Turnierszene zu reglementieren und eine Schweizer Meisterschaft auszuspielen.
Swiss Tennis ist Mitglied von Swiss Olympic, Tennis Europe und der International Tennis Federation (ITF). Der Verband ist ausserdem verantwortlich für die Schweizer Davis-Cup- und Billie-Jean-King-Cup-Mannschaft.